# Entrant

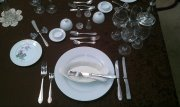
Entrant

En gastronomia, l'entrant és el plat que se serveix abans de la carn (plat principal dels àpats).
És el primer servei d'un àpat a l'estil occidental específic d'Europa i Amèrica del Sud. A Amèrica del Nord, d'ençà del començament del segle XX l'ús d'aquest mot ha adquirit un altre significat diferent de l'europeu, puix que designa el plat principal en si, emprant hors d'oeuvre (i altres termes) per a referir-se a l'entrant occidental clàssic.

## Orígens

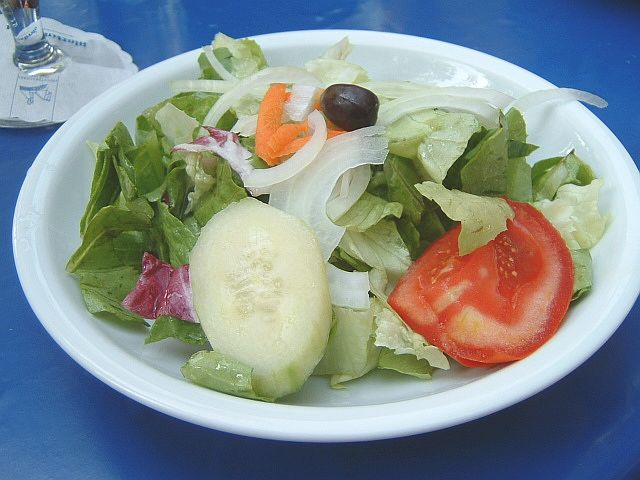
Amanida a manera d'entrant

Originalment "entrée" significava l'"entrada" dels plats de les cuines al menjador. En la il·lustració d'un manuscrit il·luminat francès del segle xv sobre lHistoire d'Olivier de Castille i d'Artús d'Algarbe , una fanfàrria de trompetistes a la galeria dels músics anuncia l'"entrée" d'una sèrie de plats precedida per una tassa coberta que és l'avantpassat de la sopera, portada pel maître d'hôtel. l'"entrée" es mostrava fent la volta a tota la sala, però només se servia a la taula principal (encara que no sigués sobre una tarima en aquesta sala), on els convidats estaven separats per un domàs daurat i carmesí.
En la tradició de l'alta cuina francesa, l'"entrée" precedia un plat més gran conegut com el "relevé"  , que "reemplaçava" o "alleujava", un terme obsolet en la cuina moderna, però encara s'utilitzava el 1921 a: Le Guide culinaire de Escoffier.
A França, en el menú d'un restaurant modern l'"entrant" és el plat que precedeix el "plat principal" en un àpat de tres plats, és a dir, el plat que en l'ús anglès és sovint anomenat "starter" i en l'ús nord-americà s'anomena "appetizer".
Així, un típic menú francès modern de tres plats en un restaurant es compon d'"entrant" ((first course, starter (UK), appetizer (EUA)), seguit d'un "plat principal" i després les "darreries" o els "formatges". Aquesta seqüència es troba comunament en menú de preu fix

## Galeria

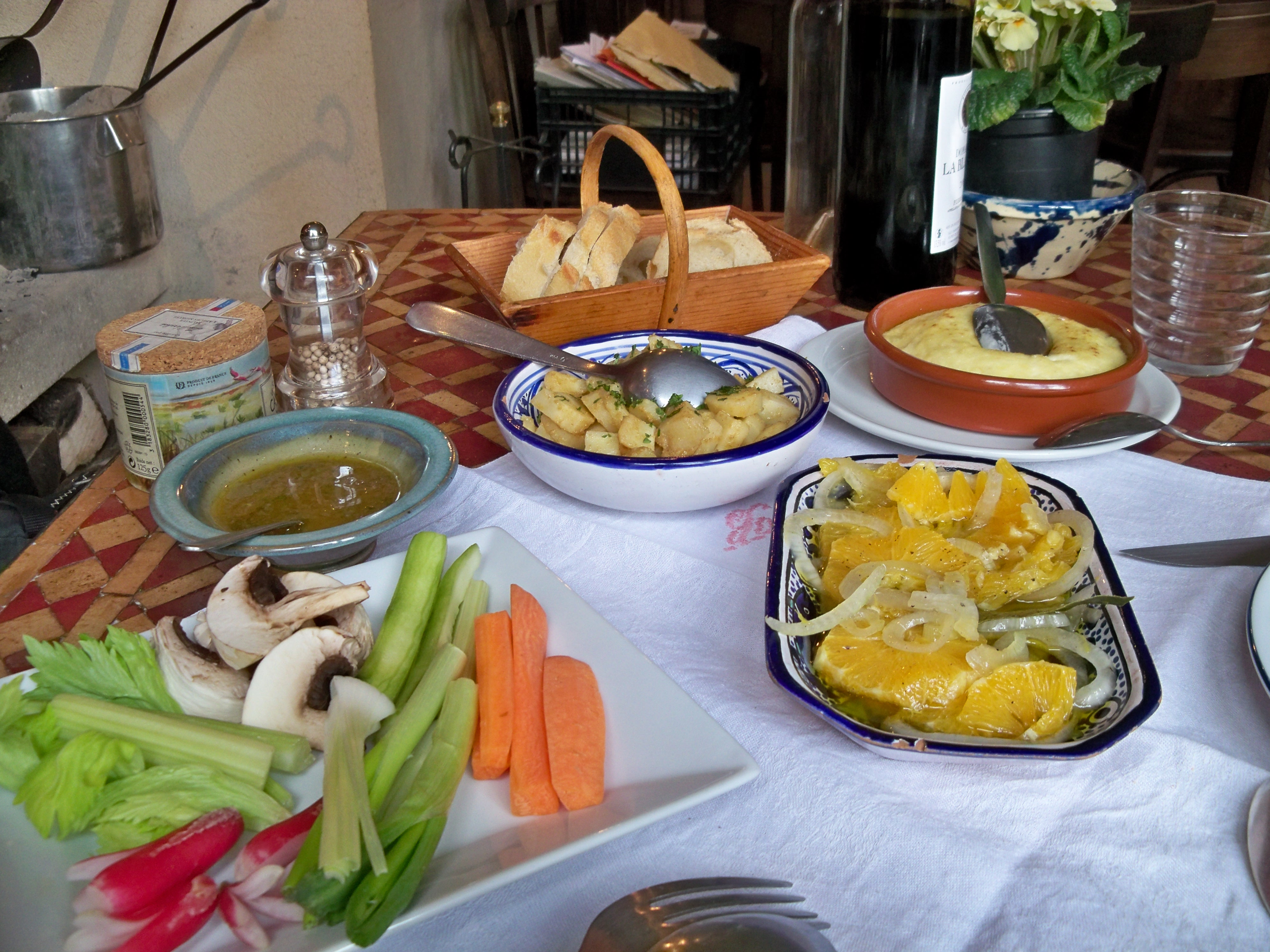
Varietat d'entrants tipus bistrot de pays
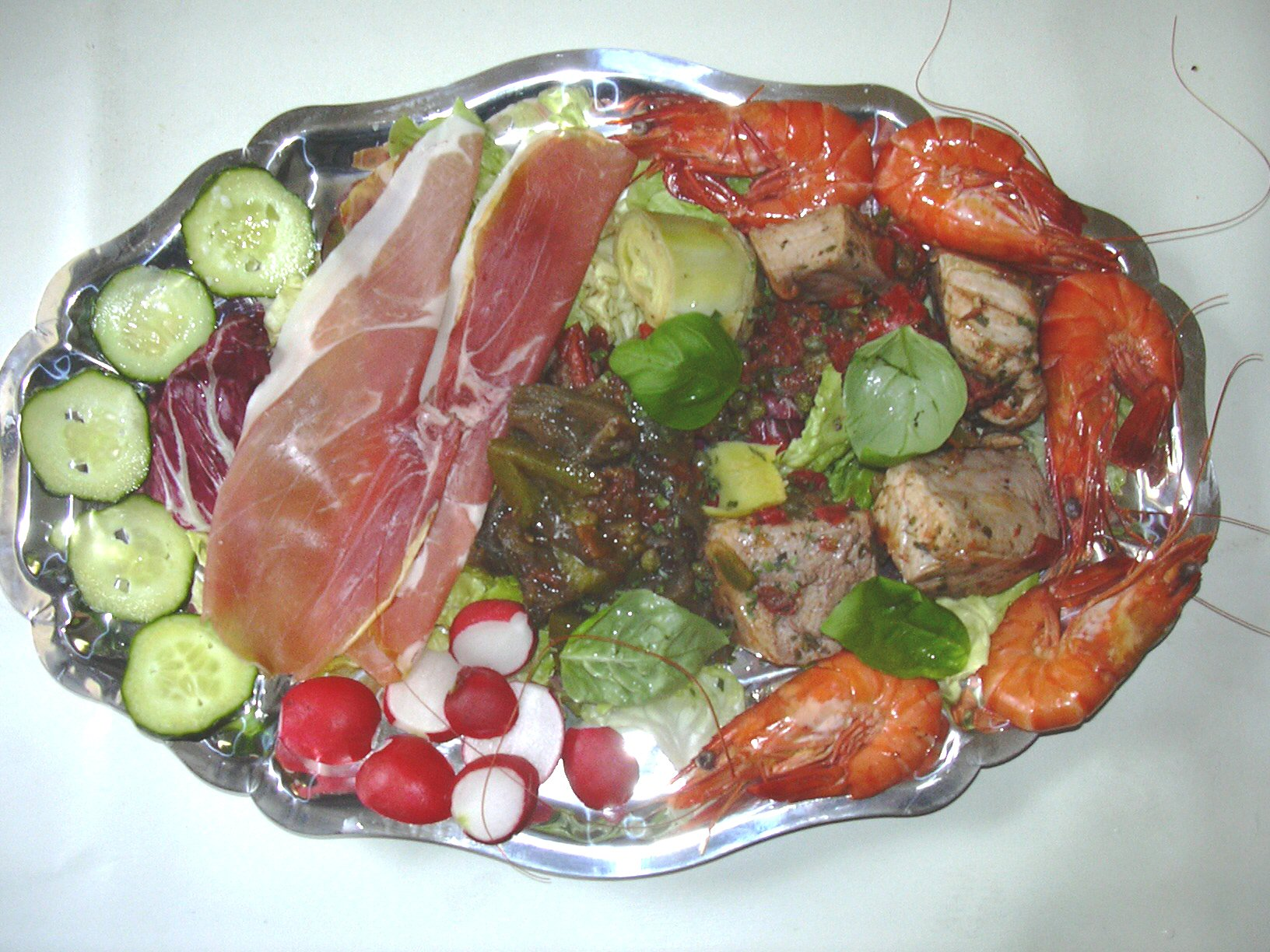
Antipasto de la cuina italiana
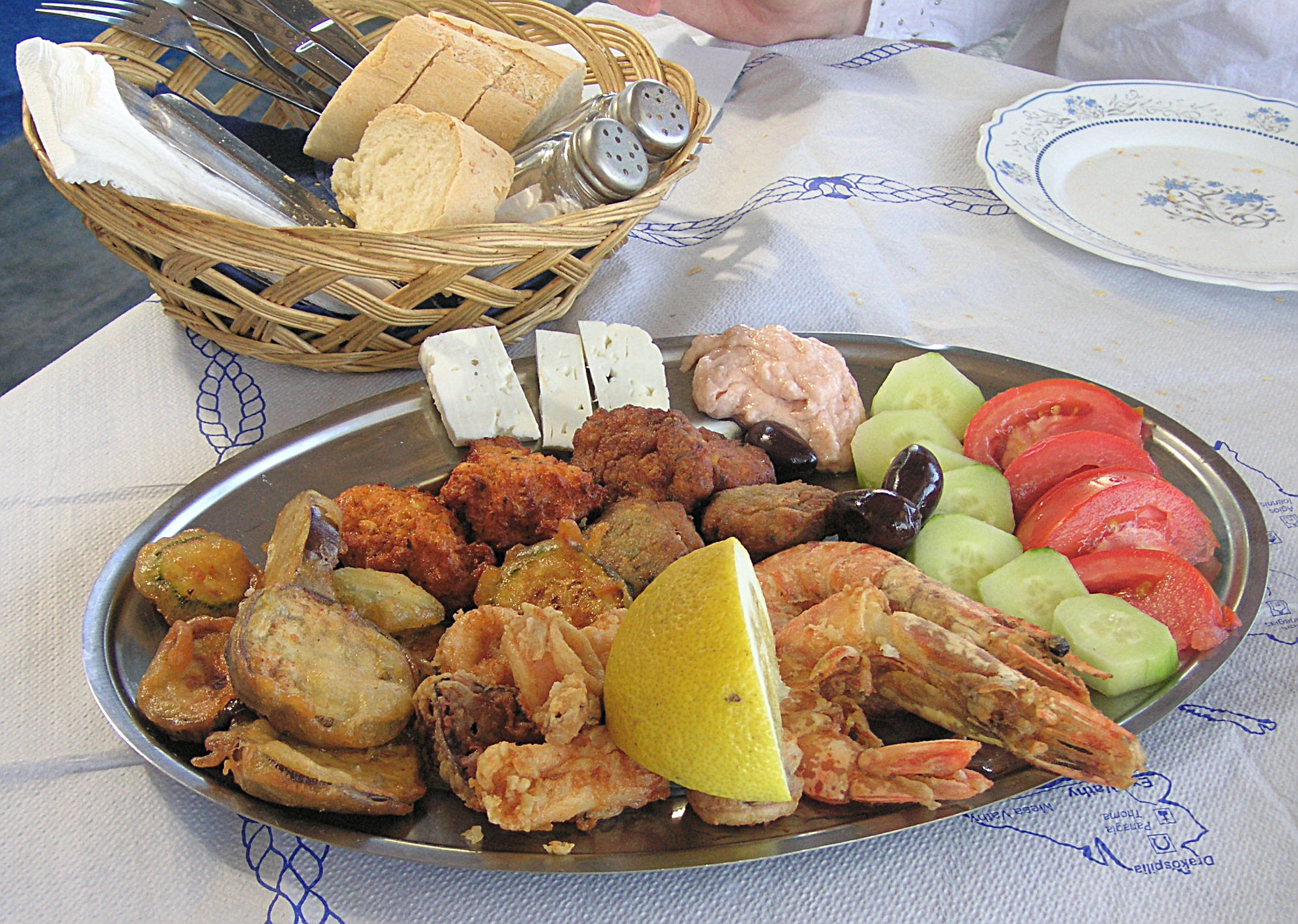
"Pikilia" de la cuina grega
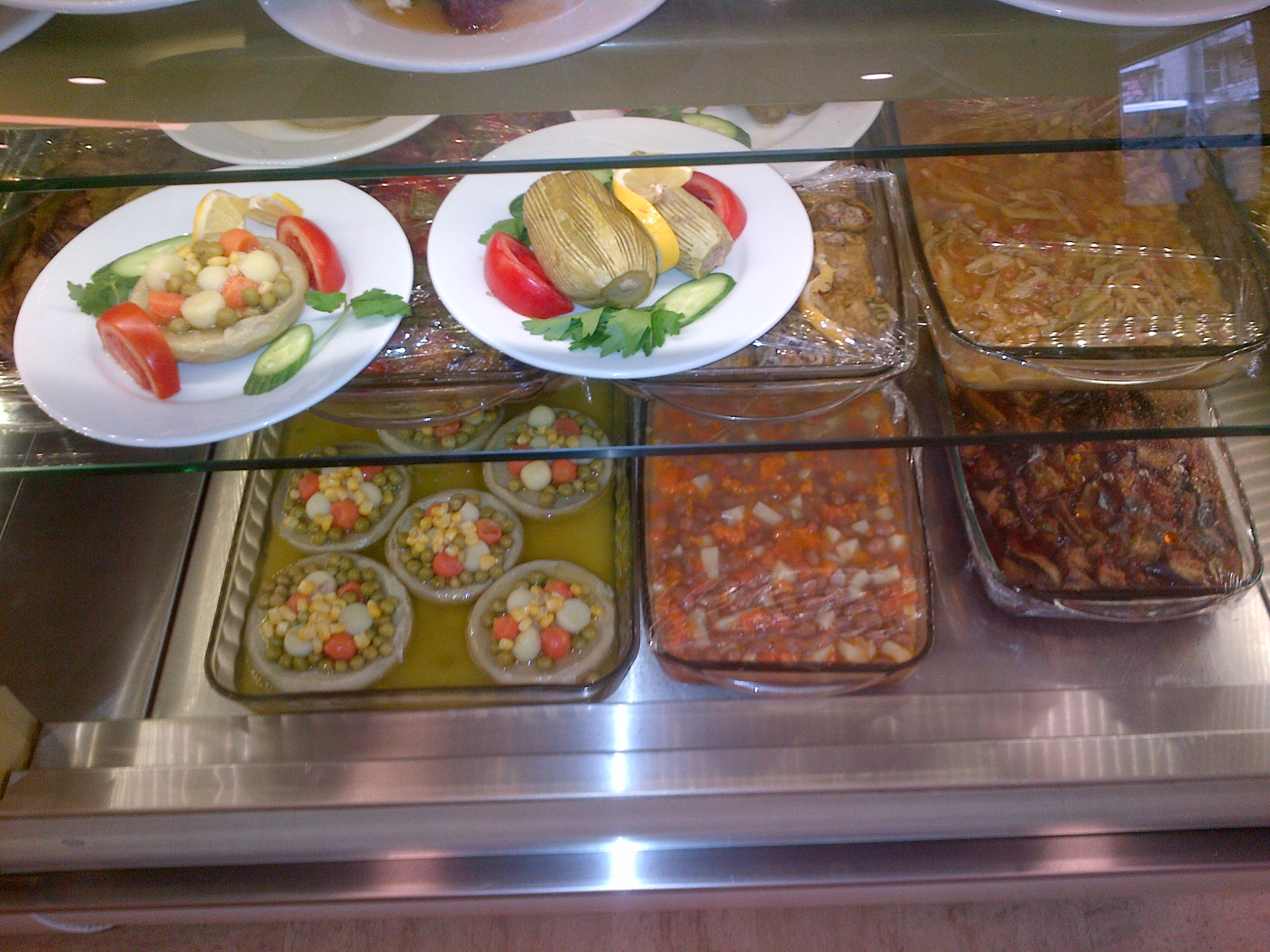
"Zeytinyağlılar" (entrants freds a la cuina turca) en el tradicional restaurant Boğaziçi (Bòsfor) d'Ankara